# Корпоративный секретарь
Корпоративный секретарь — согласно Кодексу корпоративного управления сотрудник акционерного общества (общества), обеспечивающий взаимодействие с акционерами, координацию действий общества по защите прав и интересов акционеров, а также работу совета директоров.
Деятельность корпоративного секретаря направлена на повышение эффективности управления развитием общества в интересах его собственников, повышение инвестиционной привлекательности общества, рост его капитализации, увеличение доходности бизнеса. К корпоративному секретарю предъявляются требования к определённому уровню профессиональных знаний, опыту и квалификации, достаточными для исполнения своих обязанностей. Корпоративный секретарь должен обладать безупречной репутацией и пользоваться доверием акционеров. Корпоративному секретарю необходимо обладать достаточной независимостью от исполнительных органов акционерного общества и иметь полномочия и ресурсы для выполнения задач.

## Происхождение
Институт корпоративного секретаря возник в Великобритании в середине XIX столетия. В 1855 году в стране была узаконена ограниченная ответственность и в 1862 году принят первый Закон о компаниях, которые привели к быстрому росту числа акционерных обществ. В 1892 году в Великобритании числилось уже 15 тысяч обществ. Для содействия организации их корпоративного управления возникла позиция секретаря компании. В 1891 году в Великобритании был основан Институт секретарей (Institute of Secretaries) для представления их интересов. С 1916 года в качестве корпоративного секретаря могут выступать женщины.

## Должностные обязанности корпоративного секретаря
В перечень обязанностей рекомендуется вносить следующие:
- обеспечение соблюдения подразделениями и должностными лицами общества требований законодательства, устава общества, а также других документов, гарантирующих реализацию прав и интересов акционеров;
- подготовка и организация проведения общих собраний акционеров и контроль над исполнением решений общих собраний;
- контроль над работой счётной комиссии, избираемой общим собранием акционеров;
- подготовка решений совета директоров и других органов управления обществом, а также контроль над их исполнением;
- консультирование должностных лиц и акционеров, а также членов совета директоров по вопросам корпоративного права и управления;
- контроль соблюдения процедуры раскрытия информации об обществе, установленной законодательством, а также уставом и иными документами общества;
- организация хранения документов, связанных с деятельностью совета директоров и собрания акционеров общества, а также обеспечение доступа акционеров к информации;
- учёт и рассмотрение обращений и запросов, поступающих от акционеров, по вопросам корпоративного управления и реализации прав акционеров;
- взаимодействие с профессиональными участниками рынка ценных бумаг и органами государственного управления по вопросам корпоративных правоотношений.

## Назначение на должность и подчинение
Порядок назначения корпоративного секретаря и его обязанности излагаются в уставе общества. Совет директоров утверждает положение о корпоративном секретаре и его аппарате. Корпоративный секретарь функционально подчиняется совету директоров, административно подчиняется единоличному исполнительному органу общества (генеральному директору, президенту, председателю правления). Корпоративный секретарь назначается на должность решением совета директоров общества. Столь высокий уровень подчинения обусловлен степенью влияния корпоративного секретаря на общество. Это влияние возникают из ряда возможностей корпоративного секретаря:
- обеспечение коммуникаций, взаимодействия совета директоров (его комитетов) и менеджмента, способствующих повышению взаимопонимания и выработке более обоснованных управленческих решений;
- осуществление контроля над выполнением решений, принятых органами управления общества;
- обеспечение оперативности в работе органов управления, например, при возникновении необходимости принятия советом директоров важных решений или одобрения сделок;
- обеспечение информированности членов совета директоров о реальном состоянии общества и поддержание каналов обратной связи.

## Требования к квалификации
Утверждение Минсоцздравразвития в 2007 году квалификационной характеристики «Корпоративный секретарь акционерного общества» стало важным шагом в нормативном развитии института корпоративного секретаря. В документе министерства приведён перечень должностных обязанностей корпоративного секретаря, который значительно шире, чем в Кодексе корпоративного управления. Его должность отнесена к подразделу «должности руководителей», что говорит о повышении его роли в управлении обществом.
Корпоративный секретарь должен знать Гражданский кодекс, Кодекс об административных правонарушениях, федеральное законодательство об акционерных обществах и рынке ценных бумаг, а также другие нормативные правовые акты, определяющие права акционеров и регламентирующие деятельность органов корпоративного управления, порядок эмиссии и обращения ценных бумаг. Как правило, корпоративный секретарь имеет высшее профессиональное юридическое или экономическое образование и специальную подготовку по корпоративному управлению.

## Международная практика
Классическая роль корпоративного секретаря (Company secretary в Великобритании и Corporate Secretary в США) вытекает из англосаксонской модели корпоративного управления. В обществах с диверсифицированной собственностью, акции которых обращаются на фондовой бирже, акционерный контроль над менеджментом осуществляется через совет директоров. Он отвечает за текущую деятельность коллегиальных органов корпоративного управления. Председатель и члены совета директоров сменяют друг друга, в то время как корпоративный секретарь работает в обществе долгие годы. В таких крупных компаниях, как BP, корпоративный секретарь одновременно является главным юристом компании (Chief Legal Counsel). Он занимает третье место в иерархии корпоративного управления после председателя совета директоров и председателя правления (генерального директора). В небольших компаниях, акции которых не обращаются на бирже, функцию корпоративного секретаря по совместительству может выполнять руководитель юридического отдела.

## Российская практика
В 2010-х годах в корпоративной структуре многих обществ появилась должность корпоративного секретаря или секретаря совета директоров. Примерно в 40 % случаев он совмещает выполнение своих функций с другими обязанностями. В частности, менеджера по ценным бумагам и собственности, начальника планово-экономического отдела, заместителя генерального директора, начальника отдела управления собственностью или отдела ценных бумаг и работы с акционерами, начальника правового управления. В то же время в 10 % обществ должность корпоративного секретаря не предусмотрена. В этих случаях работу корпоративного секретаря выполняет один из членов совета директоров. В редких случаях должность корпоративного секретаря занимают внештатные сотрудники.

## Национальное объединение корпоративных секретарей
В 2016 году в России в форме некоммерческой организации создано «Национальное объединение корпоративных секретарей». Ассоциация предназначена для объединения сотрудников российских компаний, отвечающих за корпоративное управление. В частности, директоров по корпоративному развитию, руководителей департаментов корпоративного управления, корпоративных секретарей, руководителей аппаратов совета директоров и корпоративных юристов. Ассоциацией разработан Кодекс этики корпоративного секретаря, методические рекомендации по оценке эффективности корпоративного секретаря, методические рекомендации по организации его работы и другие документы. Ведётся работа над сертификацией и профессиональным стандартом.